# Fallingwater Creek
La Fallingwater Creek est un cours d'eau américain qui s'écoule dans le comté de Botetourt, en Virginie. Ce ruisseau se jette dans la Jennings Creek, qui fait partie du système hydrologique de la James River. Son cours est entièrement situé au sein des forêts nationales de George Washington et de Jefferson.